# كريم بن وناس
كريم بنونيس (مواليد 9 فبراير 1984 في ليل، فرنسا) لاعب كرة قدم جزائري دولي. يلعب حاليا في صفوف فريق بي كيه 35 فانتا الذي ينافس في دوري الدرجة الثاني الفنلندي.
في 28 فبراير 2010 لعب بنونيس أول مباراة له مع الفريق الهنغاري فاساس في الخسارة 3-2 من نيريغهازا سبارتاكوس.